# اصمت (مسلسل كوري)
اصمت (هانغل:허쉬) هو مسلسل تلفزيوني كوري جنوبي لعام 2020. يتم عرضه على قناة JTBC كل يوم الجمعة والسبت من 11 ديسمبر 2020 حتى 6 فبراير 2021.

## القصة
هي دراما مكتبية حول مراسلي الصحف ونضالاتهم اليومية ومشاكلهم ومعضلاتهم الأخلاقية. هان جون هيوك (هوانج جونج مين) مراسل مخضرم في إحدى الصحف. أصبح في البداية مراسلًا لمتابعة العدالة، لكنه الآن في صراع بين المثالية والبراغماتية. يجب على هان جون هيوك أيضًا التعامل مع القضايا الشخصية كزوج وأب. لي جي سو (إم يون آه) هي مراسلة متدربة جريئة لا تخشى قول ما يجب قوله، حتى أثناء مقابلة العمل. عندما تقابل هان جون هيوك كمعلمها، بدأت تحلم بأن تصبح صحفية حقيقية.

## بطولة
- هونغ جونغ مين بدور هان جون هيوك.[4]
- إم يونا بدور لي جي سوو.[5]

## المشاهدات
مشاهدوا كوريا الجنوبية لكل حلقة (بالآلاف).
| رقم الحلقة | رقم الحلقة | رقم الحلقة | رقم الحلقة | رقم الحلقة | رقم الحلقة | رقم الحلقة | رقم الحلقة | رقم الحلقة | رقم الحلقة | رقم الحلقة | رقم الحلقة | رقم الحلقة | رقم الحلقة | رقم الحلقة | رقم الحلقة | رقم الحلقة | معدل     |
| الموسم     | 1          | 2          | 3          | 4          | 5          | 6          | 7          | 8          | 9          | 10         | 11         | 12         | 13         | 14         | 15         | 16         | معدل     |
| ---------- | ---------- | ---------- | ---------- | ---------- | ---------- | ---------- | ---------- | ---------- | ---------- | ---------- | ---------- | ---------- | ---------- | ---------- | ---------- | ---------- | -------- |
| 1          | 756        | 546        | 650        | 550        | غير متاح   | غير متاح   | غير متاح   | غير متاح   | 596        | غير متاح   | غير متاح   | غير متاح   | غير متاح   | غير متاح   | غير متاح   | غير متاح   | غير متاح |

| الحلقة | تاريخ البث الأصلي | متوسط حصة الجمهور (AGB Nielsen) | متوسط حصة الجمهور (AGB Nielsen) |
| الحلقة | تاريخ البث الأصلي | على الصعيد الوطني               | سيول                            |
| ------ | ----------------- | ------------------------------- | ------------------------------- |
| 1      | 11 ديسمبر 2020    | 3.384٪                          | 4.137٪                          |
| 2      | 12 ديسمبر 2020    | 2.574٪                          | 3.350٪                          |
| 3      | 18 ديسمبر 2020    | 2.915٪                          | غير متاح                        |
| 4      | 19 ديسمبر 2020    | 2.323٪                          | غير متاح                        |
| 5      | 25 ديسمبر 2020    | 3.160٪                          | غير متاح                        |
| 6      | 26 ديسمبر 2020    | 2.590٪                          | غير متاح                        |
| 7      | 8 يناير 2021      | 2.682٪                          | غير متاح                        |
| 8      | 9 يناير 2021      | 2.327٪                          | غير متاح                        |
| 9      | 15 يناير 2021     | 2.633%                          | 3.085%                          |
| 10     | 16 يناير 2021     | 1.890%                          | غير متاح                        |
| 11     | 22 يناير 2021     | 2.208%                          | غير متاح                        |
| 12     | 23 يناير 2021     | 2.149%                          | 2.740%                          |
| 13     | 29 يناير 2021     | 2.350%                          | غير متاح                        |
| 14     | 30 يناير 2021     | 2.139%                          | 2.528%                          |
| 15     | 5 فبراير 2021     | 2.221%                          | غير متاح                        |
| 16     | 6 فبراير 2021     | 2.310%                          | غير متاح                        |
| معدل   | معدل              | %                               | N/A                             |

## الإنتاج
تمثل هذه الدراما عودة الممثل هوانغ جونغ مين إلى الشاشة بعد توقف دام 8 سنوات.
أعلنت Keyeast ، أنها وقعت عقدًا لإنتاج الدراما «اصمت» مع JTBC. دراما «اصمت» التي من المقرر أن تعرض لأول مرة عبر قناة JTBC في 11 ديسمبر، تم تنظيمها في 16 حلقة، وتبلغ تكلفة الإنتاج لكل حلقة 735.2 مليون وون، حصلت Keyeast على تكلفة إنتاج بلغت 11.7 مليار وون من خلال عقد مع JTBC.

## البث الدولي
المسلسل سيكون متاح في نفس توقيت كوريا الجنوبية، بصفته محتوى اصلي وحصري على iQIYI عالميًا (باستثناء الصين وكوريا) مع ترجمة متعددة اللغات.

## روابط خارجية
- أصمت على موقع IMDb (الإنجليزية)
- أصمت على موقع قاعدة بيانات الفيلم (الإنجليزية)